# 臺北市政府警察局中正第一分局
25°02′43″N 121°31′03″E / 25.04517°N 121.51741°E
臺北市政府警察局中正第一分局（簡稱中正一分局）為臺北市政府警察局所屬的分局之一，局本部設於中正區公園路。警察編制員額352名，轄區面積3.733平方公里，人口49693人，地境線東以新生南路、信義路與大安分局為界；南到愛國東、西路與中正第二分局為界；西以中華路與萬華分局接壤；北至市民大道、鄭州路與大同分局、中山分局相連。

## 轄區範圍及勤務特殊性

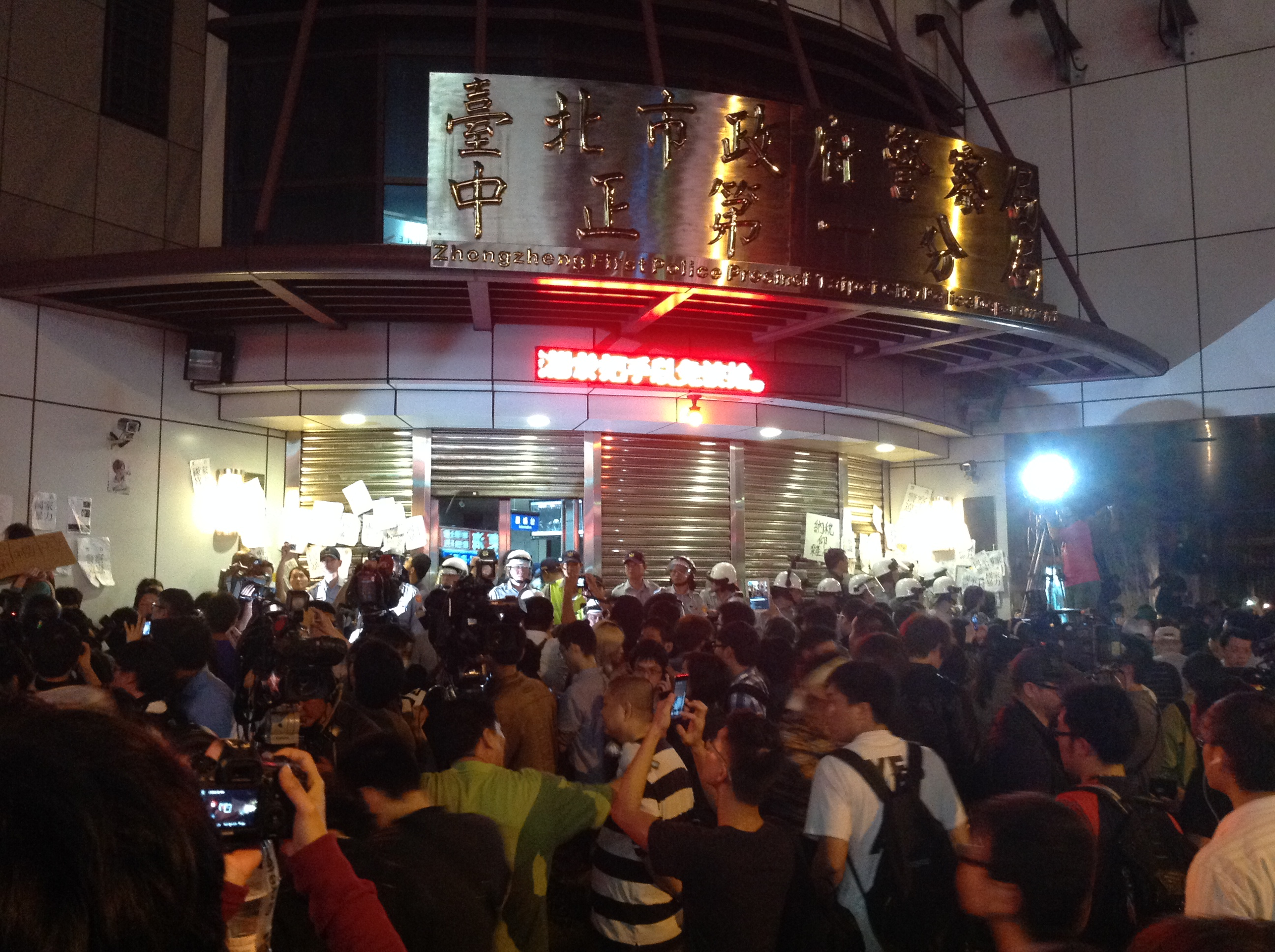
411事件中被抗議群眾包圍的中正一分局

本分局之轄區範圍為臺北市中正區城內、東門次分區的10里，轄區內包含位於博愛特區內的總統府、行政院、立法院、司法院、監察院等府院及內政部、外交部、教育部、法務部、勞動部等部會，中央政府機關林立，以及全臺灣交通最繁忙的臺北車站，還有經常成為集會遊行地點的凱達格蘭大道、中正紀念堂等地區。因此，有關各項集會遊行事件的疏處及重要政府機關的維安工作，為本分局之勤務重點。此外，許多在轄區內舉辦的大型遊行集會活動，中正第一分局也會公佈警方所統計的人數，雖然往往與主辦單位宣稱人數有很大的落差，但也會成為統計上的重要參考依據。

## 沿革
- 1949年7月，臺北市警察局第五分局成立。

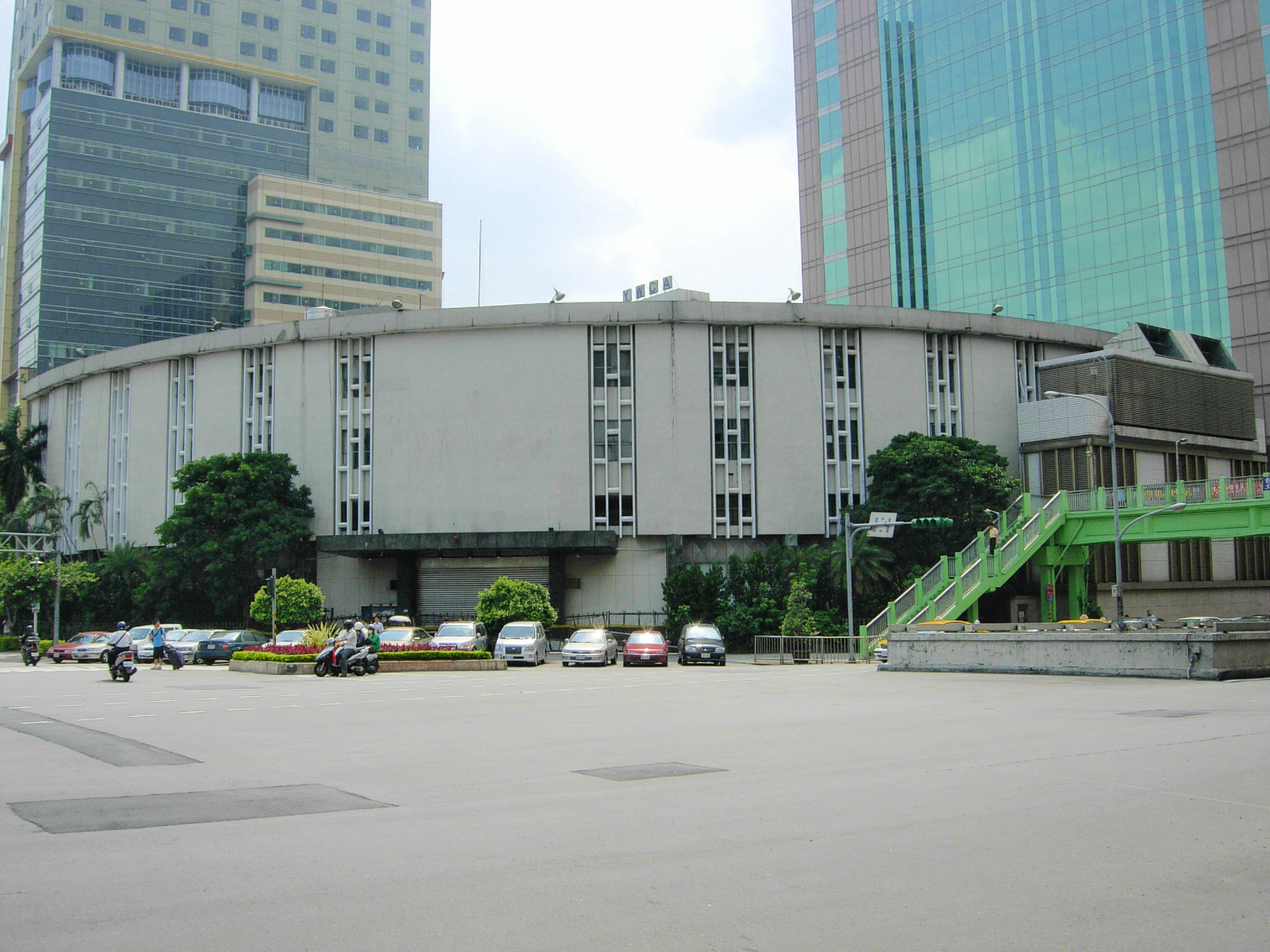
中正第一分局曾經使用臺北市議會舊廈辦公

- 1967年7月1日，隨臺北市改制為直轄市，第五分局升格並更名為臺北市政府警察局城中分局。
- 1988年520農民運動，城中分局出動鎮暴警察及水車驅離抗議農民。
- 1990年3月，配合臺北市行政區再次調整，城中分局武昌街派出所劃歸萬華分局管轄；因城中分局所在之城中區改名為中正區，1993年7月1日經行政院核定，城中分局更名為臺北市政府警察局中正第一分局。
- 中正第一分局曾經長期使用臺北市中正區忠孝西路一段2號臺北市議會舊廈。2004年，臺北市政府財政局委託臺北市政府工務局新建工程處興建中正第一分局大樓。中正第一分局大樓由蔡達寬建築師事務所設計、王正源建築師事務所監造、三州行營造承造，2006年10月竣工，2007年4月23日進駐，2007年6月9日揭牌啟用。[2]
- 2014年4月11日晚上，中正第一分局大樓前發生411包圍中正第一分局事件。
- 2015年6月9日晚上，因2015年Hydis抗爭事件中正第一分局逮捕8名大韓民國國籍抗議者，聲援團體包圍中正第一分局大樓[3]。

## 組織架構
- 行政組：負責勤務規劃督考、公共關係（含警察之友會）、正俗業務、志工團隊組訓運用、總務、駕駛工友管理及一般行政協助推行等事項。
- 督察組：負責勤務執行之督導考核、員警風紀維護、特種警衛與一般警衛派遣、集會遊行、秩序維護、保安警備措施規劃執行及警察常年教育訓練等事項。
- 防治組：負責警政婦幼安全業務、落實警勤區工作（家戶訪查、失蹤人口查尋通報處理、社區警政規劃執行）、警勤區劃分調整、協助主管機關對外國人、大陸地區人民、港澳居民與臺灣地區無戶籍國民非法活動之調查處理及其他有關外事警察業務等事項。外國人、大陸地區人民、港澳居民與臺灣地區無戶籍國民非法活動之調查處理、國（外）賓安全維護、涉外治安案件處理、涉外治安情報之蒐集、調查與處理、警察刑事紀錄證明書核發、兩岸交流涉及警察事務之綜合事項及其他有關外事警察等事項。
- 保防組：機密保護、安全防護、保防教育、機關保防工作推行、觀光保防與社會保防工作推展、執行危害國家安全案件偵防作為、社會情報與治安調查工作推行及其他有關安全偵防業務等事項。
- 民防組：負責義勇警察、民防團隊組訓與運用、防空疏散避難業務、災害防救業務、公私防空避難設備管理檢查與維護督導、全民防空（萬安）演習事宜及運用民防人力協助警察勤務之規劃督導協調等事項。
- 交通組：負責交通管理規劃與交通秩序整理之督導執行、交通執法查察取締、道路施工交通管制會勘及其他交通業務等事項。
  - 博愛路派出所：負責維護機關駐地安全及門禁管制、執行戒護、查緝、取締、順風、防飆勤務、酒後駕車、機動待命及解送人犯等勤務，並依本轄治安狀況規劃各項巡邏勤務，以維護本轄治安、交通等。
  - 忠孝西路派出所：負責黎明里等轄內治安、交通事項。
  - 忠孝東路派出所：負責梅花里、幸福里及幸市里等轄內治安、交通事項。
  - 介壽路派出所：負責建國里轄內治安、交通事項。
  - 仁愛路派出所：負責東門里、文北里、文祥里、三愛里等轄內治安、交通事項。
  - 警備隊：負責維護機關駐地安全及門禁管制、執行戒護、查緝、取締、順風、防飆勤務、酒後駕車、機動待命及解送人犯等勤務，並依本轄治安狀況規劃各項巡邏勤務，以維護本轄治安、交通等。
  - 交通分隊（交通警察大隊配賦）：執行各項交通警察勤務工作。
- 秘書室：負責文書、檔案、出納之管理與資訊、研考、員警心理諮商輔導等業務及不屬於其他各單位事項。
- 人事室：負責依法辦理人事管理等事項。
- 會計室：負責依法辦理本分局歲計、會計業務並兼辦統計事項。
- 勤務指揮中心：負責警察勤務之指揮、調度、協調、聯繫與最新治安狀況之通報管制、受理民眾與一一０通報案件之派遣、管制事項、組合巡邏警力派遣及聯繫等事項。
- 偵查隊：違反社會秩序維護法處理與行政處分、拾得物處理、拘留所管理、犯罪偵防、犯罪再犯機制策劃與執行、刑事案件偵訊與移送、婦幼刑案偵查、通緝犯查緝、治安顧慮人口監管、刑案紀錄統計與資料分析運用、刑事現場勘察與痕跡蒐證、刑事鑑識、經濟警察業務、強化刑事責任區工作、不良幫派組合、組織犯罪檢肅及應受尿液採驗人採驗工作等事項。警察教育訓練進修、警察學術倡導、員警心理諮商輔導工作之策劃、執行與評核等事項。[4]

## 歷任分局長
| 任次 | 姓名   | 民國就任時間 | 民國卸任時間 |
| ---- | ------ | ------------ | ------------ |
| 1    | 朱聖德 | 38年6月      | 41年8月      |
| 2    | 蔣祥慶 | 41年8月      | 45年9月      |
| 3    | 楊其光 | 45年9月      | 47年11月     |
| 4    | 馮戴光 | 47年11月     | 51年2月      |
| 5    | 劉錫誥 | 51年2月      | 54年3月      |
| 6    | 潘一平 | 54年3月      | 54年5月      |
| 7    | 盧金波 | 54年5月      | 56年8月      |
| 8    | 裴震   | 56年8月      | 63年2月      |
| 9    | 林昭標 | 63年2月      | 66年8月      |
| 10   | 胡養才 | 66年8月      | 67年7月      |
| 11   | 吳國藩 | 67年7月      | 70年3月      |
| 12   | 張茂才 | 70年3月      | 71年3月      |
| 13   | 楊同達 | 71年3月      | 73年9月      |
| 14   | 洪鼎元 | 73年9月      | 76年2月      |
| 15   | 葉良輝 | 76年2月      | 77年7月      |
| 16   | 鍾桐生 | 77年7月      | 78年12月     |
| 17   | 廖德松 | 78年12月     | 79年7月      |
| 18   | 張琪   | 79年7月      | 81年1月      |
| 19   | 程文典 | 81年1月      | 83年7月      |
| 20   | 張鴻儀 | 83年7月      | 84年4月      |
| 21   | 王隆   | 84年4月      | 85年7月      |
| 22   | 刁建生 | 85年7月      | 88年12月     |
| 23   | 李平生 | 88年12月     | 89年9月      |
| 24   | 衛悌琨 | 89年9月      | 91年5月      |
| 25   | 吳思陸 | 91年5月      | 93年8月      |
| 26   | 李金田 | 93年8月      | 97年12月     |
| 27   | 陳銘政 | 97年12月     | 99年12月     |
| 28   | 方仰寧 | 99年12月     | 103年9月     |
| 29   | 張奇文 | 103年9月     | 105年12月    |
| 30   | 周煥興 | 105年12月    | 106年11月    |
| 31   | 廖材楨 | 106年11月    | 108年7月     |
| 32   | 沈炳信 | 108年7月     | 109年9月     |
| 33   | 陳明志 | 109年9月     | 112年1月     |
| 34   | 張嘉煌 | 112年1月     | 114年7月     |
| 35   | 陳瑞基 | 114年8月     |              |

## 軼聞
- 因管轄博愛特區，經常碰到集會遊行，因為警界流傳一句話「寧可派山中，不要待城中」，意思是寧被派到偏僻的山區當分局長，也不要到城中（中正第一分局舊稱）當「砲灰」。此外，也有人稱之為「天下第一局」或直接稱分局長為「天下第一分局長」[6]，但須注意的是，「天下第一分局」在一些時候指的是轄區內特種行業林立，被警界公認油水最多的臺北市政府警察局中山分局[7]。

## 相關連結條目
- 中華民國警察分局列表
- 臺北市政府警察局
- 2004年中華民國總統選舉
- 411包圍中正第一分局事件
- 方仰寧
- 張奇文
- 中壢事件

## 外部連結
- 臺北市政府警察局中正第一分局 （页面存档备份，存于）